# Fordson

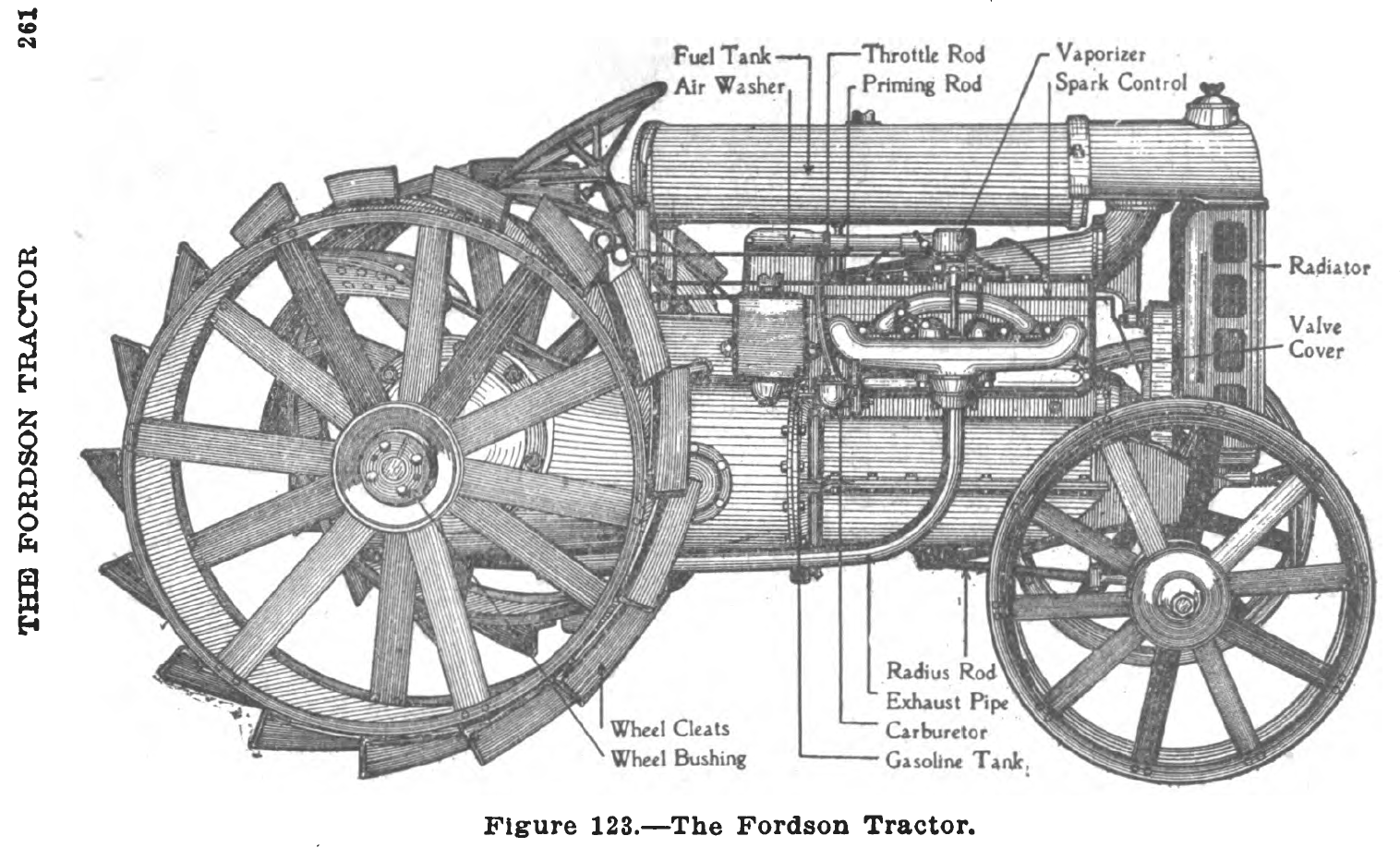
Dessin du premier tracteur Fordson

Fordson est la marque sous laquelle la filiale britannique de Ford commercialisa sa gamme de tracteurs fabriqués en série par sa filiale Henry Ford & Son, Inc de 1917 à 1920, date de son incorporation dans Ford Motor Company. Ford a utilisé le nom Fordson jusqu'en 1964, avec la production des derniers tracteurs agricoles Fordson Super Major et Fordson Super Dexta.
Fordson a aussi été la marque sous laquelle Ford of Britain a commercialisé ses véhicules industriels de 1933 à 1939. La marque a été renommée Fordson Thames en 1939 puis, Ford Thames en 1957 et Ford UK Trucks en 1965, avant d'être vendue au groupe italien Fiat SpA en 1986 qui l'intègre dans sa filiale poids lourds IVECO.
L'usine Fordson a produit, pendant la Seconde Guerre mondiale plusieurs véhicules militaires dont le Fordson WOT.

## Histoire

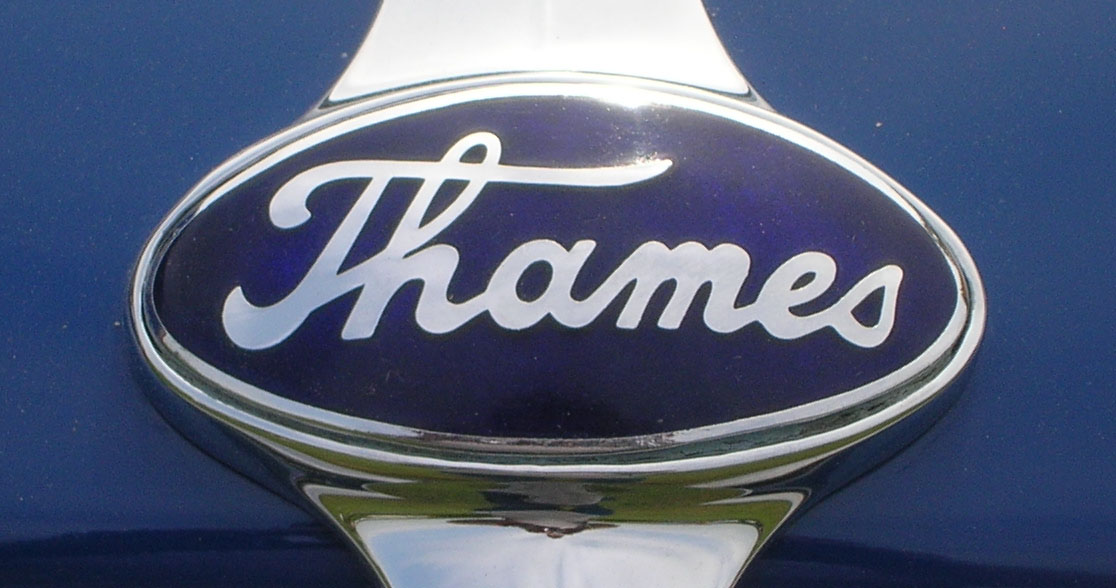
Logo Thames utilisé par Ford à partir de 1959 sur certains VUL

Ingénieur américain, inventeur et homme d'affaires, Henry Ford construit des tracteurs expérimentaux à partir de composants automobiles au début du XXe siècle : il a lancé un prototype de tracteur, le Modèle B, en août 1915. Il a fondé Henry Ford & son en 1910 à Dearborn, au Michigan, avec son jeune fils Edsel Ford comme partenaire.
En Grande-Bretagne, après le succès rencontré avec les automobiles et les véhicules utilitaires, Ford se lance dans la production des premiers tracteurs agricoles. Le marché anglais semblant très porteur, en 1917 il fait construire une usine à Cork, en Irlande, pour la fabrication de tracteurs mais, à partir de 1921, des voitures y sont également assemblées. Cette usine a été la première construite spécialement par Ford en Europe. La société Henry Ford & Son - Fordson Ltd - a été officiellement constituée le 17 avril 1917.
Mais Ford ne peut commercialiser sa production de tracteurs agricoles sous sa marque car un concurrent "astucieux" a déposé la marque Ford pour les tracteurs aux États-Unis. Les tracteurs Ford s'appelleront donc Fordson. La crise économique de 1929 fait disparaître de nombreux concurrents produisant des tracteurs. Même Ford doit recentrer sa production dans son usine anglaise qui, en plus des tracteurs, fabriquait également des camions et camionnettes.
Ford a dominé le marché des tracteurs de 1917 à 1925, puis de 1946 à 1953; c'était le seul constructeur automobile américain à disposer simultanément d'une gamme de voitures, de camions et de tracteurs de 1917 à 1928. Pendant une décennie, de 1928 à 1939, Ford USA a abandonné le secteur des tracteurs par contre, Ford of Britain a continué la production de tracteurs Fordson même pour certains marchés étrangers. Après l'arrêt de la production de Fordson aux États-Unis en 1928, des Fordson de construction irlandaise et anglaise ont été importés aux États-Unis.
En 1939, à la suite d'un accord entre Henry Ford et Harry Ferguson, Ford USA reprend la production de tracteurs avec un tout nouveau modèle Ford série N sous la marque Ford tandis que Ford of Britain va continuer à utiliser la marque Fordson jusqu'en 1964. Harry Ferguson et Henry Ford II se séparent en 1945. Harry Ferguson s'associe alors avec Standard-Hotchkiss pour assembler des tracteurs dans les usines de Marquette-lez-Lille en France et Coventry en Angleterre mais, en 1953 il cède la société contre une part importante de la société canadienne "Massey-Harris" devenue Massey Ferguson en 1958.
En 1986, Sperry Rand fusionne avec Burroughs Corporation et devient Unisys. Certaines divisions de Sperry, telles que Sperry New Holland, Sperry Gyroscope, Sperry Vickers, Sperry Marine et Sperry Flight Systems furent revendues. Ford Motor Company rachète Sperry New Holland et l'intègre dans son département tracteurs agricoles qu'il renomme « Ford New Holland ». En 1991, Fiat Group rachète 80 % de la société Ford New Holland et l'intègre dans sa filiale agriculture FiatAgri. En 1994, Fiat S.p.A. devient propriétaire à 100% de Ford New-Holland et renomme sa filiale agriculture avec son nom d'origine « Fiat New-Holland » qui sera intégrée dans sa holding industrielle Fiat Industrial.

### Production
Les tracteurs agricoles Fordson ont été fabriqués dans plusieurs pays :
- États-Unis (1917–1928);
- Irlande usine de Cork (1919–1923 et 1928–1933)
- Angleterre usine de Dagenham, Essex (1933–1964).

Les tracteurs produits en Angleterre ont fait l'objet, de la part des constructeurs County et Roadless, de l'ajout d'un pont avant moteur, devenant des véhicules à transmission intégrale.
De nombreux tracteurs Fordson, produits aux États-Unis et en Irlande, ont été exportés en Union soviétique de 1920 à 1927. Des clones ont aussi été fabriqués à Leningrad à partir de 1924 et à Stalingrad à partir de 1930.

### Modèles (1917-1964)
| Modèle                              | Années de construction | Usine                         | Moteur cylindrée (cm3) | Puissance (cv/kW) | Poids à vide (kg) | Production |
| ----------------------------------- | ---------------------- | ----------------------------- | ---------------------- | ----------------- | ----------------- | ---------- |
| Forson F                            | 1917-1928              | Michigan (USA) Cork (Irlande) | 4.116                  | 20 (15)           | 1.778             | 775.278    |
| Fordson N                           | 1929-1945              | Cork (Irlande) Dagenham (GB)  | 4.375                  | 26 (19)           | 1.360             | 31.461     |
| Fordson Major E27N                  | 1948-1952              | Dagenham (GB)                 | 4.380                  | 27 (20)           | 2.367             | 209.853    |
| Fordson Major E27N diesel           | 1948-1952              | Dagenham (GB)                 | 4.727                  | 45 (33)           | 2.360             | 23.259     |
| Fordson New Major                   | 1952-1964              | Dagenham (GB)                 | D : 3.613 E : 3.261    | 40 (29) 52 (38)   | 2.275 2.475       | NC         |
| Fordson Dexta Ford 8-N (USA)        | 1957-1964              | Dagenham (GB)                 | 2.365                  | 31 (23)           | 1.470             | NC         |
| Fordson Super Dexta Ford 2000 (USA) | 1962-1964              | Dagenham (GB)                 | 2.502                  | 39 (29)           | 1.485             | NC         |

## Camions et utilitaires
Le premier "camion" Ford était le Ford Model TT, un châssis à faire carrosser, directement dérivé de l'automobile Ford T, commercialisé à partir de 1917 aux États-Unis. Ce modèle a été assemblé dans plusieurs pays, notamment au Royaume-Uni par la filiale Ford of Britain.
En 1926, Fordson présente un modèle de camion prototype K7, le premier vrai camion du constructeur disposant d'une charge utile de 2 tonnes, bien que très inspiré du Model T dans sa conception et motorisation. Un unique exemplaire a été fabriqué qui a été vendu aux enchères de Harrah's en 1983,.
La marque Fordson, ayant une bonne réputation dans le domaine des tracteurs agricoles en Irlande et au Royaume-Uni, Ford a décidé de l'utiliser pour commercialiser ses camions assemblés puis construits localement jusqu'en 1939. La marque a été renommée Fordson Thames en 1939 puis, Ford Thames en 1957 et Ford UK Trucks en 1965. Ford a vendu sa filiale Ford Trucks UK au groupe italien Fiat S.p.A. en 1986 qui l'a intégrée dans sa filiale poids lourds IVECO.

### Modèles (1917-1986)
- Ford Model TT - charge utile 1 tonne (1917–1927)
- Ford Model AA - 500 kg à 1,5 T (1928–1932)
- Ford Model BB - 1,75 à 2,25 T (1932–1934)
- Ford Model Y camionnette - 250 kg (1932–1937)
- Fordson 61 & 62 - (1935-1939)
- Fordson 7V - 2 à 5 T (1937-1949)
- Fordson E83W Van & pick-up - 500 kg (1938–1957)
- Fordson Thames E88 - (1939-1941)
- Fordson WOT War Office Truck - militaire (1939-1945)
  - WOT 1 6x4 - charge utile 3 Tonnes (1940-1945)
  - WOT 2 4x2 - 750 kg (1939-1945)
  - WOT 3 4x2 - 1,5 T
  - WOT 6 4x4 - 3 T (1942-1945)
  - WOT 8 4x4 - 1,5 T (1941-1942)
- Fordson Thames E04C - 250 kg (1945–1948)
- Fordson Thames E494C - 250 kg (1948–1954)
- Fordson Thames ET6/ET7 - Thames 4D - Ford Thames 500E - 2 à 5 T (1949-1957)
- Ford Thames E4 (4x4) - (1950)
- Ford Thames E494C - (1953)
- Ford Thames 300E - 250 à 350 kg (1954-61)
- Ford Thames Trader - 2 à 7 T (1957-65)
- Ford Thames 400E - 500 à 750 kg (1957-1965)
- Ford Thames 307E - 250 à 350 kg (1961-67)
- Ford Transit 1 - 650 kg/1 T (1965-1977)